# Гангерфорд (Техас)
Гангерфорд (англ. Hungerford) — переписна місцевість (CDP) в США, в окрузі Вартон штату Техас. Населення — 390 осіб (2020).

## Географія
Гангерфорд розташований за координатами 29°24′24″ пн. ш. 96°5′26″ зх. д. / 29.40667° пн. ш. 96.09056° зх. д. (29.406704, -96.090529).  За даними Бюро перепису населення США в 2010 році переписна місцевість мала площу 4,77 км², з яких 4,75 км² — суходіл та 0,01 км² — водойми.

## Демографія
Згідно з переписом 2010 року, у переписній місцевості мешкало 347 осіб у 132 домогосподарствах у складі 93 родин. Густота населення становила 73 особи/км².  Було 154 помешкання (32/км²).
Расовий склад населення:
| - 51,6 % — білих - 38,6 % — чорних або афроамериканців - 0,3 % — азіатів - 8,6 % — осіб інших рас |

До двох чи більше рас належало 0,9 %. Частка іспаномовних становила 22,2 % від усіх жителів.
За віковим діапазоном населення розподілялося таким чином: 21,0 % — особи молодші 18 років, 58,5 % — особи у віці 18—64 років, 20,5 % — особи у віці 65 років та старші. Медіана віку мешканця становила 45,6 року. На 100 осіб жіночої статі у переписній місцевості припадало 89,6 чоловіків;  на 100 жінок у віці від 18 років та старших — 94,3 чоловіків також старших 18 років.
Цивільне працевлаштоване населення становило 40 осіб. Основні галузі зайнятості: фінанси, страхування та нерухомість — 55,0 %, освіта, охорона здоров'я та соціальна допомога — 45,0 %.